# ماجستير في التربية
ماجستير في التربية (بالإنجليزية: Master of Education)‏ (MEd أو .M.Ed أو .Ed.M) هو درجة الماجستير التي تمنحها الجامعات في العديد من البلدان. غالبًا ما تتضمن هذه الدرجة في التعليم (أو التربية) التخصصات التالية: المناهج وطرق التدريس، والإرشاد، وعلم النفس المدرسي، والإدارة. غالبًا ما تُمنح للمعلمين الذين يتقدمون في مجالهم. تشمل الدرجات المماثلة (التي توفر مؤهلات لمهن مماثلة) ماجستير الآداب في التربية (MAEd أو .M.A.Ed أو .M.A.E) وماجستير العلوم في التربية (MScEd أو .M.Sc.Ed أو .M.S.E).

## فئات الدراسة
تتفرع البرامج النموذجية إلى واحدة من عدة فئات:

### المناهج والتدريس
يدرس المجال لتعزيز المعرفة ، والممارسة المهنية في التعليم. تركز الدورات الدراسية في هذا المجال بشكل عام على التدريس والخدمة العامة والمنح الدراسية. في كثير من الأحيان على مستوى الماجستير ، تشارك المناهج الدراسية وتخصصات التدريس (أو المناهج والتدريس في بعض المدارس) في البحوث التعليمية. تم تصميم هذا التخصص في كثير من الأحيان للتحضير لدخول مهن تعليمية في المدارس.

#### تعليم مستشار
يدرس فيها الطلاب ليصبحوا مختصين في الصحة العقلية ويعملون نحو الترخيص الحكومي في تقديم المشورة في مجال الصحة العقلية. يتطلب ترخيص الولاية عادةً 90 ساعة معتمدة على نظام ربع سنوي.

#### الإرشاد المدرسي
عادة ما يدرس الطلاب في الإرشاد المدرسي علم النفس أو علم الاجتماع أو العمل الاجتماعي كطلاب جامعيين. درجة الماجستير ، بالإضافة إلى المقررات الدراسية المتقدمة ،ويعمل الفرد كمستشار مدرسة.

## علم الأعصاب
درجة متعددة التخصصات في التعليم 
تتميز جامعة هارفارد بامتلاكها درجة الماجستير في علم الأعصاب متعدّدة التخصصات والتي تُمنح كطبيب ماجستير.

## إثراء أكاديمي
عادة ما يكون هذا هو المجال الذي يزيد فيه المعلمون معرفتهم في مجالهم الخاص أو يتفرعون إلى مجال آخر في مجال التدريس. من الأمثلة على ذلك موضوع متعلق ، مثل الرياضيات أو الدراسات الاجتماعية أو العلوم ، أو طبقات من المدرسة ، مثل المدارس الابتدائية أو الثانوية . 

## التعليم العالي وشؤون الطلاب
تهدف الدورات الدراسية في هذا المجال إلى دراسة الكليات والجامعات (التعليم العالي) أو العمليات الإدارية للتعليم العالي (شؤون الطلاب) في عناصر برنامجية محددة.

### تعليم الكبار
يركز هذا على تعليم الأفراد البالغين من العمر 18 عامًا أو أكثر. ترعى الحكومة بعض الفصول ، مثل محو أمية الكبار، وبرامج دبلوم المدرسة الثانوية ، واللغة الإنجليزية كلغة ثانية ، وتعليم الوالدين ، وبعض فصول التدريب الوظيفي.

### تعليم خاص
تهدف هذه الدرجة إلى تطوير قدرات وموارد معلمي الأطفال الذين يحتاجون إلى تعليم خاص (على سبيل المثال ، الطلاب الذين يعانون من اضطرابات طيف التوحد، والطلاب ذوي الإعاقات الذهنية ).

## الإعلام والتكنولوجيا
الغرض من ماجستير التربية (M.Ed.) في وسائل الإعلام والتكنولوجيا هو معالجة المتعلم في الفصل الدراسي ويتطلب دمج مبادئ التصميم التعليمي في عروض تقديمية متعددة الوسائط مع التركيز على التقييم. نظرًا لأن مدرسى الصفوف عبر مجموعة من التخصصات الأكاديمية يدمجون التقنية في فصولهم الدراسية ، فهناك حاجة متزايدة لوجود طرق تدريس ومهارات تقود هذا التكامل. سوف يستخدم البعض هذه الدرجة لتصميم التقنيات التعليمية ، والبعض الآخر كميسرين للتكنولوجيا في المدارس.

## الإعداد للدكتوراه
يدرس المعلمون هذا المجال لمواصلة العمل في برامج الدكتوراه. ويدرسون في هذا المجال قضايا تعليمية محددة وغالبا ما يبدأون البحوث التربوية استعدادا لعمل الدكتوراه.